# Sphinx Verlag
Der Sphinx Verlag war ein Schweizer Esoterik-Verlag mit Sitz in Basel, der heute zur Verlagsgruppe Random House gehört.
Schwerpunkt des Verlagsprogramms waren anfangs grenzwissenschaftliche Themen, später auch Indianer, ganzheitliche Medizin, östliche Weisheit, Mythologie und Psychologie. Autoren des Verlages sind
Alan Watts,
Joseph Campbell (Die Masken Gottes),
Thaddeus Golas,
Sergius Golowin (Die Welt des Tarot),
Georges I. Gurdjieff,
Albert Hofmann,
Timothy Leary,
Éliphas Lévi,
John C. Lilly,
Alexandra David-Néel,
P. D. Ouspensky,
Christian Rätsch und
Robert Anton Wilson.
Der Verlag wurde 1975 von Dieter A. Hagenbach (1943–2016) in Basel gegründet und fünf Jahre später in eine AG umgewandelt, deren Mehrheit 1990 vom Sauerländer Verlag übernommen wurde, der Sphinx dann an Hugendubel verkaufte. Zusammen mit Hugendubel ging der Verlag 2008 an Random House, wo er als Imprint weitergeführt wird.
Von 1977 bis 1987 brachte der Verlag die Zeitschrift Sphinx-Magazin heraus.